# 고려인삼유통연합
고려인삼유통연합은 전국의 인삼유통, 판매인을 중심으로 인삼의 합리적인 유통 시스템을 구축하여 인삼유통을 개선하고, 소비자에게 품질좋은 인삼을 공급하여 인삼산업의 발전에 기여할 목적으로 2010년 2월 12일 설립된 대한민국 농림축산식품부 소관의 사단법인이다. 사무실은 서울특별시 동대문구 제기동 1036, 본관4층 411호에 있다.